# کرولاین فوربس
کرولاین فوربس (به انگلیسی: Caroline Forbes) یک شخصیت داستانی در خاطرات خون‌آشام و بهترین دوست بانی بنت و الینا گیلبرت است.

وی دختر کلانتر الیزابت «لیز» فوربس و ویلیام «بیل» فوربس است و در میستیک فالز زندگی می‌کند. پدر وی سال‌ها قبل به دلیل همجنسگرا بودن، بخاطر یک مرد دیگر کرولاین و مادرش را ترک می‌کند.

وی در ابتدا به دلیل علاقه به استفن به الینا گیلبرت حسادت می‌کند ولی رفته رفته دوستی محکمی با او پیدا می‌کند.

در پایان فصل ۱ او به همراه، مت و تایلر تصادف وحشتناکی می‌کنند، در آغاز فصل دوم کرولاین مجروح شده از تصادف در بیمارستان و دیمن برای برای نجات جان او از خون خود به وی می‌دهد.

کاترین پیرس در حالی که خون دیمن در بدن او بود کرولاین را می‌کشد و او را تبدیل به خون‌آشام می‌کند.

سپس استفن به او کمک می‌کند تا شهوت خون خود را کنترل کند، و دوستی آن‌ها با یکدیگر از اینجا شروع می‌شود. پس از تبدیل شدن به خون‌آشام، به الینا نزدیک می‌شود و سپس ابتدا با مت رابطه برقرار می‌کند اما زمانی که به تایلر کمک می‌کند تا تحولات گرگ نمای خود را بشکند، با او احساسات عاشقانه برقرار می‌کند . نیکلاوس مایکلسون نیز در جریانات بعد از آن شیفته و عاشق کرولاین میشود اما کرولاین نسبت به کلاوس بی تفاوتی نشان میدهد.
در فصل ۶، روابط عاشقانه او و استیفن سالواتوره قوی تر می‌شود ولی پس از مرگ مادرش بر اثر سرطان، کرولاین احساسات خود را خاموش می‌کند و رفته رفته از استفن دور می‌شود.

در فصل ۷ سریال، جادوگران محفل جمنای، برای محافظت از دوقلوهای با کمک جادو، فرزندان را از رحم جوزف «جو» لافلین به کرولاین منتقل می‌کنند و وی به صورت جادویی فرزندان الاریک و جو را باردار می‌شود. کمی بعد نیز استفن مجبور می‌شود برای فرار از دست یک شکارچی خون‌آشام، کرولاین را تنها بگذارد. در انتها پس از مرگ استفن سالواتور به همراه الاریک سالتزمن مدرسه سالواتور را تاسیس میکند، جایی برای اموزش و کنترل موجودات ماوراءالطبیعه.